# Атанасиевич, Александар (волейболист)
Александар Атанасиевич (серб. Александар Атанасијевић / Aleksandar Atanasijević, родился 4 сентября 1991 в Белграде) — сербский волейболист, диагональный; чемпион Европы 2011 года в составе сборной Сербии.

## Карьера
Воспитанник школы белградского «Партизана», в котором выступал с 2009 по 2011 годы.
В 2011 году перешёл в польский клуб «Скра» из Белхатува. В том же году дебютировал в сборной Сербии, выиграв чемпионат Европы 2011 года и пробившись на Олимпиаду 2012 года. В сезоне 2011/12 с клубом стал вице-чемпионом Польши, выиграл Кубок Польши и дошёл до финала Лиги чемпионов, проиграв только российскому «Зениту».
В 2013 году перешел в итальянскую «Перуджу», в составе которой дважды стал вице-чемпионом Италии (2013/14, 2015/16) и финалистом Кубка Италии 2014.
В составе сборной Сербии выиграл чемпионат Европы в 2011 году и дважды становился бронзовым призёром (2013, 2017). Также стал вице-чемпионом Мировой лиги в 2015 году, войдя в символическую сборную турнира. В 2016 году стал победителем Мировой лиги, но не принимал участия в «Финале шести» в Кракове из-за травмы.

## Личная жизнь
В мае 2022 года Александр женился на болгарской волейболистке Элице Василевой; они ожидают рождения первенца.